# Proste
Proste – drugi singel polskiego piosenkarza Dawida Kwiatkowskiego z jego siódmego albumu studyjnego, zatytułowanego Dawid Kwiatkowski. Singel został wydany 13 lipca 2021.
Kompozycja znalazła się na 1. miejscu listy AirPlay – Top, najczęściej odtwarzanych utworów w polskich rozgłośniach radiowych. Nagranie otrzymało w Polsce status diamentowego singla, przekraczając liczbę 250 tysięcy sprzedanych kopii.

## Geneza utworu i historia wydania
Utwór napisali i skomponowali Dawid Kwiatkowski, Małgorzata Uściłowska, Patryk Kumór i Dominic Buczkowski-Wojtaszek, który również odpowiada za produkcję piosenki. Piosenkarz o singlu:

»Proste« to piosenka o tych, którzy są już zmęczeni przelotnymi znajomościami bez uczucia i jakiejkolwiek emocji. Chęć posiadania mocnej więzi z drugim człowiekiem wygrywa już ze spontanicznymi chwilami, które pozornie przynoszą szczęście, a tak naprawdę pokazują nam, jak bardzo nie potrafimy w miłość.

Singel ukazał się w formacie digital download 13 lipca 2021 w Polsce za pośrednictwem wytwórni płytowej DB4 Management w dystrybucji Warner Music Poland. Piosenka została umieszczona na siódmym albumie studyjnym Kwiatkowskiego – Dawid Kwiatkowski.
18 lipca 2021 utwór został zaprezentowany telewidzom stacji TVN w programie Dzień dobry wakacje. Pod koniec października 2021 singel został wykonany na żywo w ramach cyklu „#EskaLive”. 31 grudnia 2023 utwór został wykonany podczas Sylwestrowej Mocy Przebojów emitowanej na antenie stacji Polsat w Chorzowie. Równo rok później piosenka została ponownie zaprezentowana podczas tej samej imprezy organizowanej w Toruniu. 23 maja 2025 zaśpiewał singel podczas koncertu Radiowy przebój roku na Polsat Hit Festiwal 2025.

## „Proste” w stacjach radiowych
Nagranie było notowane na 1. miejscu w zestawieniu AirPlay – Top, najczęściej odtwarzanych utworów w polskich rozgłośniach radiowych.

## Teledysk
Do utworu powstał teledysk w reżyserii Przemysława Gomuły, który udostępniono w dniu premiery singla za pośrednictwem serwisu YouTube.
Wideo znalazło się na 1. miejscu na liście najczęściej odtwarzanych teledysków przez telewizyjne stacje muzyczne.

## Lista utworów
- Digital download[3]

1. „Proste” – 3:03

## Notowania
| Kraj   | Lista (2021)      | Najwyższa pozycja |
| ------ | ----------------- | ----------------- |
| Polska | AirPlay – Top     | 1                 |
| Polska | AirPlay – Nowości | 3                 |
| Polska | AirPlay – TV      | 1                 |

| Kraj   | Lista (2021)  | Pozycja |
| ------ | ------------- | ------- |
| Polska | AirPlay – Top | 31      |

## Certyfikaty
| Kraj          | Certyfikat       | Sprzedaż |
| ------------- | ---------------- | -------- |
| Polska (ZPAV) | diamentowa płyta | 250 000+ |

## Wyróżnienia
| Rok  | Konkurs                  | Kategoria                   | Rezultat    |
| ---- | ------------------------ | --------------------------- | ----------- |
| 2021 | Gorąca 100               | 100 największych hitów 2021 | 47. miejsce |
| 2021 | Przebój roku RMF FM 2021 | Przebój roku                | 15. miejsce |